# Catedral de Santa Inés (Springfield)
La Catedral de Santa Inés (en inglés: St. Agnes Cathedral) es una catedral católica en Springfield, Missouri, Estados Unidos. Junto con la Catedral de Santa María de la Anunciación en Cape Girardeau, Missouri es la sede de la diócesis de Springfield-Cape Girardeau.
El catolicismo se estableció en Springfield cuando el arzobispo Peter Richard Kenrick de St. Louis envió al padre Graham a la zona en 1866. Se Celebró la primera Misa en la ciudad el 6 de marzo en la casa de William Dailey y luego se estableció la Parroquia de la Inmaculada Concepción . Una nueva iglesia fue dedicada el 24 de noviembre de 1910 por el obispo Thomas F. Lillis. La escuela fue reubicada en la propiedad parroquial el mismo año.
En 1956 el Papa Pío XII estableció la Diócesis de Springfield-Cape Girardeau. Santa Inés fue elegida como la nueva catedral diocesana y Santa María de la Anunciación en el Cabo Girardeau fue elegida como la co-catedral. El obispo auxiliar de St. Louis, Charles H. Hemsing, fue elegido como primer obispo de la diócesis y fue instalado en la catedral de Santa Inés el 28 de noviembre.